# New York Stadium
Das AESSEAL New York Stadium ist ein Fußballstadion in der englischen Stadt Rotherham, South Yorkshire, Vereinigtes Königreich. Es ist die Heimat des Fußballvereins Rotherham United; der auch Besitzer und Betreiber der Anlage ist. Zum Saisonstart der Football League Two 2012/13 wurde der 17 Mio. £ teure Bau vollendet. Im ersten Spiel am 21. Juli 2012 schlug Rotherham United den FC Barnsley mit 2:1 Toren. Das erste Ligaspiel bestritt Rotherham am 18. August 2012 gegen Burton Albion. Das Spiel verfolgten im Stadion 11.441 Zuschauer und sahen einen 3:0-Sieg der Gastgeber.

## Geschichte
Nachdem der Verein seine traditionelle Spielstätte Millmoor nach über 100 Jahren verlassen musste, da Verhandlungen mit dem Grundbesitzer erfolglos blieben, zogen die Millers zur Saison 2008/09 in das Don Valley Stadium nach Sheffield um. Die Baugenehmigung für die neue Arena wurde im November 2010 erteilt; im März 2011 stellte Rotherham United seine Pläne für das Stadion vor. Daraufhin erfolgte am 16. Juli 2011 der erste Spatenstich auf dem Gelände der ehemaligen Gießerei Guest & Chrimes. Diese hatte für die Stadt New York u. a. Hydranten, Rohr- und Gasleitungen sowie Gas- und Wasserzähler hergestellt, wodurch das umliegende Gebiet der Gießerei ebenfalls als New York bezeichnet wurde und auch der Name des Stadions herrührt. Den Namen der Spielstätte verkündete der Chairman Tony Stewart zusammen mit dem aus Rotherham stammenden Schiedsrichter Howard Webb im Dezember 2011. Der Name setzte sich in einer Wahl gegen The Foundry (deutsch Die Gießerei), Waterfront Stadium (deutsch Ufer Stadion) und The Don Quay (deutsch Der Don-Kai) durch.
Das Stadion am Ufer des River Don bietet 12.021 überdachte Sitzplätze (inklusive 120 behindertengerechte Plätze), durch den Ausbau der Nord- sowie Süd-Tribüne könnte bei Bedarf das Fassungsvermögen auf 16.000 Besucher erhöht werden. Die Haupttribüne im Westen ist im Gegensatz zu den anderen Rängen doppelstufig angelegt. In die Dachkonstruktion sind großflächige Polycarbonat-Elemente integriert, um eine bessere Sonneneinstrahlung für die Naturrasenspielfläche zu gewährleisten. Im Stadion stehen verschiedene Räume und Suiten für Konferenzen, Hochzeiten, Bankette, Weihnachtsfeiern und Veranstaltungen bereit.
Im November 2014 erwarb das in Rotherham ansässige Unternehmen AESSEAL plc, Hersteller u. a. von Gleitringdichtungen, für fünf Jahre bis zum Sommer 2019 Namenssponsor der Spielstätte der Millers. Erstmals offiziell trug die Spielstätte den Namen AESSEAL New York Stadium am 26. Dezember 2014 (Boxing Day) bei der Partie der Football League Championship gegen Huddersfield Town.
Das Stadion ist als einer der Spielorte für die Fußball-Europameisterschaft der Frauen 2022 vorgesehen.

## Besucherrekord und Zuschauerschnitt
Die höchste Besucherzahl versammelte sich am 7. September 2013 im New York Stadium. Die Partie der Football League One 2013/14 gegen Sheffield United (3:1) verfolgten 11.758 Fans.
- 2012/13: 07.954 (Football League Two)
- 2013/14: 08.450 (Football League One)
- 2014/15: 10.240 (Football League Championship)
- 2015/16: 10.025 (Football League Championship)
- 2016/17: 09.783 (EFL Championship)
- 2017/18: 08.514 (EFL League One)
- 2018/19: 09.880 (EFL Championship)
- 2019/20: 08.906 (EFL League One)

## Tribünen
- Eric Twigg Foods & Pukka Pies Stand (West Stand): Haupttribüne, West
- Ben Bennett Stand / Family Stand (East Stand): Gegentribüne, Ost, Behindertenplatzbereich
- Morrison Stand (South Stand): Hintertortribüne, Süd, Gästeplatzbereich
- KCM Recycling Stand (North Stand): Hintertortribüne, Nord

## Galerie

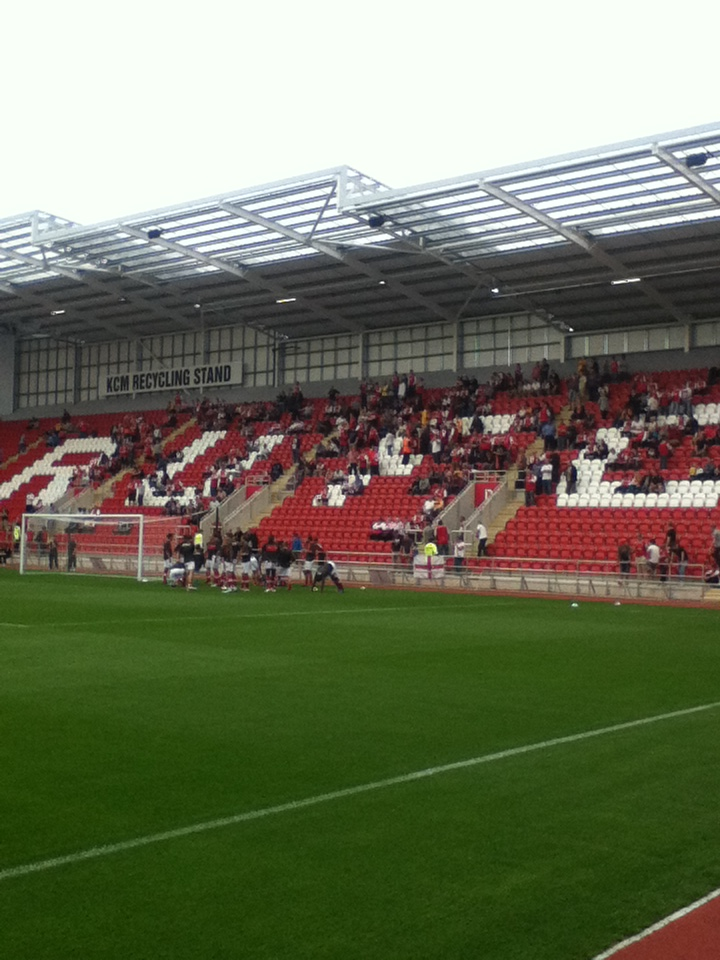
Die Nordtribüne hinter dem Tor
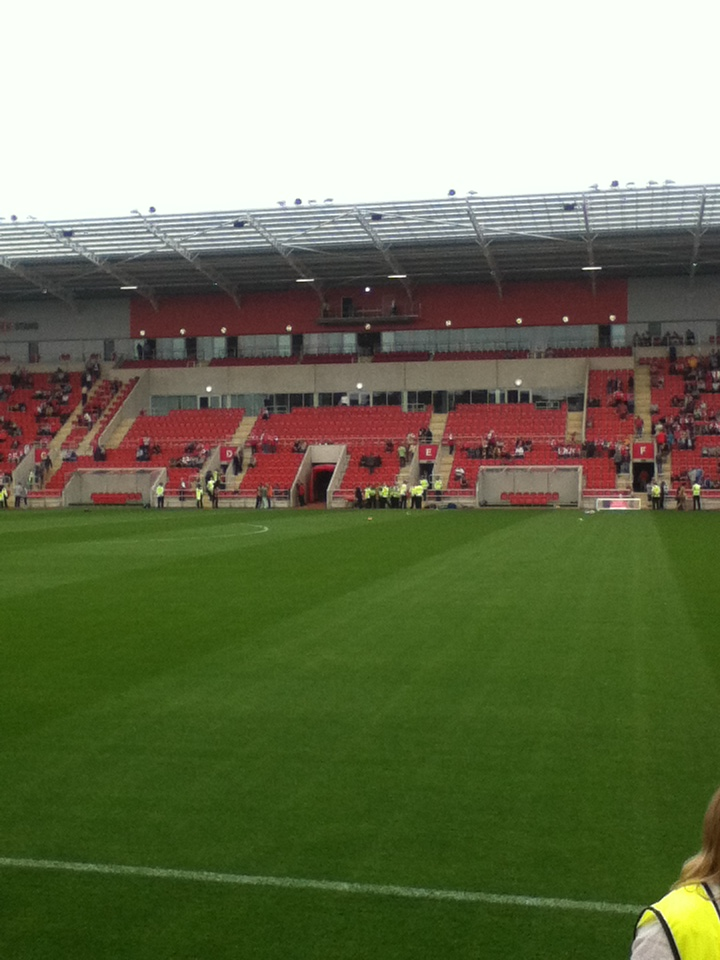
Die Haupttribüne